# UTC−0:25:21
UTC−0:25:21 — часовой пояс, использовавшийся в Ирландии до 1916 года как Дублинское среднее время. С 1916 года используется UTC+0.
Дублинское среднее время введено в соответствии с Уставом (Определение времени) законов от 1880 года (этот же закон установил Среднее время по Гринвичу как время Великобритании). Этот закон сменил время по всей Великобритании, которое было установлено с 1858 года. В ночь на 1 октября 1916 года в 2:00 было изменено Дублинское среднее время на время Великобритании, так же введено летнее время.